# 沈重 (南北朝)
重（500年—583年），字德厚，一作子厚，吴兴郡武康县人，南北朝儒者、官员。
沈重性聪悟，幼年丧父，居丧合礼。長大后专心儒学，学习不远千里，博览群书，通晓《诗》、《礼》及《左氏春秋》。大通三年（529年）在南朝梁初任王国常侍。中大通四年（532年）任国子助教。大同二年（536年）担任五经博士。承聖元年（552年）梁元帝即位，派遣主書何武迎沈重至江陵。承聖三年（554年），江陵被西魏于謹攻陷，元帝敗死，沈重在後梁蕭詧属下担任中書侍郎，兼中书舍人。历任員外散騎侍郎、廷尉卿，领江陵县令。后任通直散騎常侍、都官尚書，领羽林监。蕭詧命他在合欢殿讲《周礼》。北周武帝在保定末年派遣宣纳上士柳裘征召入長安，下诏令他讨论《五经》，校定钟律。天和年間，周武帝命他在紫极殿讲儒教、道教、佛教三教义。朝士、儒生、桑门、道士前来的有二千余人。沈重辩論解释明晰，被儒者所推重。天和六年（571年），被任命为骠骑大将军、开府仪同三司、露门博士。在露门馆为皇太子宇文赟讲论。建德末年，因在長安日久，沈重请求回梁国江陵，武帝同意。派遣小司門上士楊汪护送。回到江陵后，後梁皇帝蕭巋任命他为散騎常侍、太常卿。大象二年（580年），再来長安。开皇三年（583年），去世，享年八十四岁。隋文帝派遣舍人萧子宝祭以少牢，追贈使持節、上開府儀同三司、許州刺史。著書有《周官礼義疏》四十卷、《仪礼义》三十五卷、《礼记義疏》四十卷・《毛詩義疏》二十八卷、《丧服经义》五卷、《周礼音》一卷、《仪礼音》一卷、《礼记音》二卷、《毛诗音》二卷，通行于当時。